# Палеомікологія
Палеомікологія (від дав.-гр. παλαιός — «древній», μύκης — «гриб» і λόγος — «вчення») — наука про викопні гриби. Гриби, що існували мільйони років тому і збереглися вивчаються палеомікологами - спеціальною групою мікологів, які вивчають гриби у викопних рештках. Палеомікологія вважається субдисципліною палеоботаніки. У той час як більшість скам'янілостей грибів знайдено в бурштині, велике розмаїття викопних грибів було задокументовано протягом усього фанерозою.